# Pacifica (Assurance)
Pour les articles homonymes, voir Pacifica.
Pacifica est la compagnie d'assurances dommages du groupe Crédit agricole, filiale depuis 2009 de Crédit agricole assurances. Ses produits sont exclusivement distribués par les caisses régionales de Crédit agricole et de LCL.

## Historique
Créée en 1990 par les caisses régionales du Crédit agricole pour développer l'activité d'assurance dommages, Pacifica a commencé son activité par l'assurance des particuliers, avant de se diversifier vers l'assurance agricole, l'assurance des professionnels, puis l'assurance des entreprises.
Pacifica est intégrée en 2009 à Crédit agricole assurances, filiale regroupant l'ensemble des métiers assurantiels du groupe. En 2010, Pacifica crée sa propre filiale spécialisée dans les réparations en nature : Viaren. En 2021, Pacifica fait l'acquisition de 50% du capital d'Europ Assistance France et Crédit agricole assurances confie à ce dernier l'ensemble de ses activités d’assistance en France.
La société est, depuis janvier 2022, placée sous la direction de Guillaume Oreckin.

## Activités
Pacifica propose principalement des contrats d'assurance de biens et responsabilités (assurance automobile et assurance habitation notamment) à une clientèle qui se compose de particuliers, de professionnels et d'entreprises,. L'activité recouvre également la protection des biens et récoltes pour les agriculteurs, les problématiques de protection juridique, la complémentaire santé ou encore l'assurance corporelle (accidents de la vie).
En 2020, la compagnie compte plus de 2 100 collaborateurs et 8,5 millions de clients, dont 84,5% de particuliers et 15,5% de professionnels et d'exploitants agricoles, pour un total de 13,2 millions de contrats.